# أنيبال كافاكو سيلفا

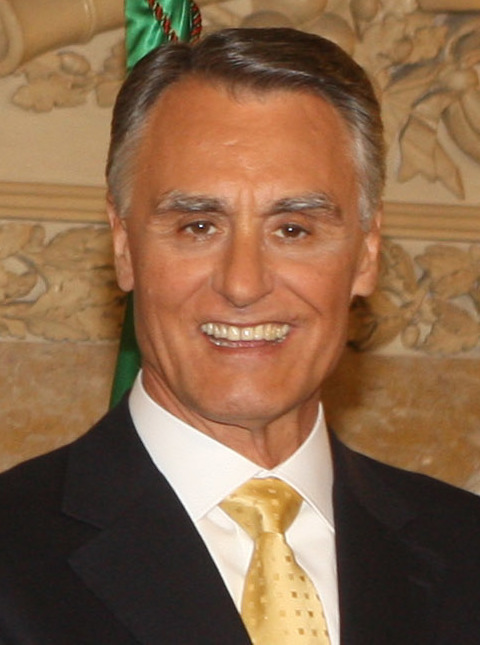
انيبال كافاكو سيلفا

انيبال كافاكو سيلفا هو (بالبرتغالية: Aníbal Cavaco Silva). من مواليد 15 يوليو 1939، ولد في مدينة Boliqueime البرتغالية. كان في السابق رئيس الوزراء في البرتغال من 6 نوفمبر 1985 إلى 28 أكتوبر 1995، فترة ولايته لمدة عشر سنوات كانت أطول من أي رئيس وزراء منذ عهد رئيس الوزراء سالازار، وكان أول رئيس وزراء البرتغال فاز بالأغلبية المطلقة في البرلمان في ظل النظام الدستوري الحالي
فاز في الانتخابات الرئاسية البرتغالية بتاريخ 22 يناير 2006.وقد ادي اليمين الدستورية يوم 9 مارس 2006.

## روابط خارجية
- أنيبال كافاكو سيلفا على موقع الموسوعة البريطانية (الإنجليزية)
- أنيبال كافاكو سيلفا على موقع مونزينجر (الألمانية)
- أنيبال كافاكو سيلفا على موقع إن إن دي بي (الإنجليزية)